# Michael Spigelmire

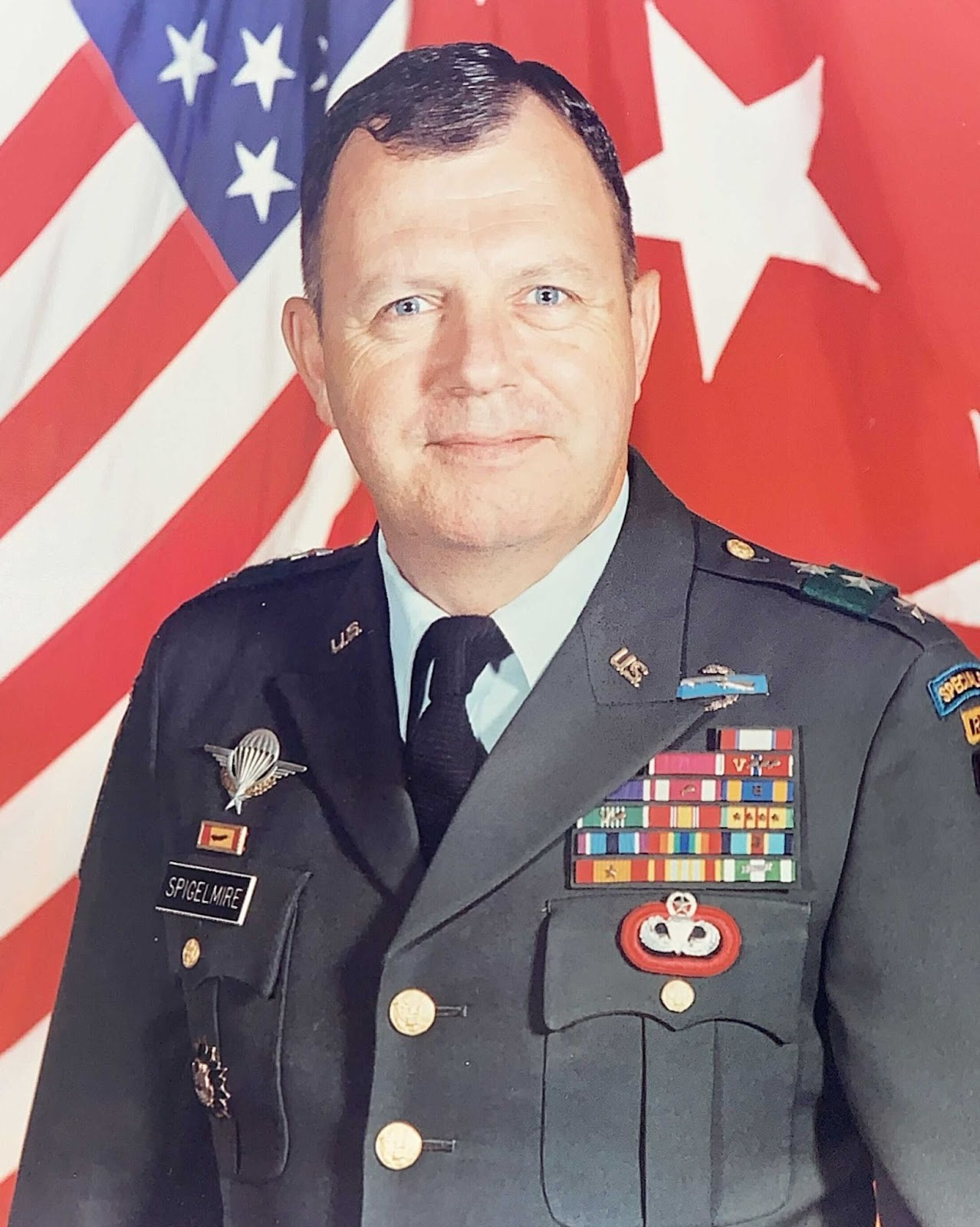
LTG Michael Spigelmire

Michael F. Spigelmire (* 12. November 1938 in Frederick, Frederick County, Maryland) ist ein pensionierter Generalleutnant der United States Army. Er war unter anderem Kommandeur der 24. Infanteriedivision und des VII. Korps.

## Leben
Michael Spigelmire ist ein Sohn von Charles Edgar Spigelmire und dessen Frau Josephine Kaminski. Er besuchte die öffentlichen Schulen in Baltimore und die Loyola High School. Über das ROTC-Programm der Loyola University Maryland gelangte er in das Offizierskorps des US-Heeres. In der Armee durchlief er anschließend alle Offiziersränge vom Leutnant bis zum Drei-Sterne-General.
Im Lauf seiner militärischen Karriere absolvierte Michael Spigelmire verschiedene Kurse und Schulungen. Dazu gehörten unter anderem die Infantry School, das Command and General Staff College und das United States Army War College. Außerdem erhielt er einen akademischen Grad von der Georgetown University.
In seinen jüngeren Jahren absolvierte er den für Offiziere in den niederen Rangstufen üblichen Dienst in verschiedenen Einheiten und Standorten. Er begann seine Offizierslaufbahn in Deutschland, wo er in Einheiten der 24. Infanteriedivision und dann bei der 10th Special Forces Group diente. Im weiteren Verlauf der 1960er Jahre wurde Spigelmire im Vietnamkrieg eingesetzt. Dort war er Stabsoffizier in einem Bataillon der 1. Kavalleriedivision. Anschließend war er Dozent an der Infantry School in Fort Benning dem heutigen Fort Moore. Daran schloss sich ein weiterer Einsatz im Vietnamkrieg an, wo er als regionaler Militärberater tätig war.
Im Jahr 1972 wurde er zum Stab des Heeresministeriums in Washington, D.C. versetzt, wo er in der Abteilung für Militäroperationen (G3) arbeitete. Später gehörte er für einige Zeit dem Stab des Chief of Staff of the Army an. In der Folge kommandierte er militärische Einheiten auf fast allen Ebenen bis hin zum Korpskommandeur. So kommandierte er unter anderem die 197. Infanteriebrigade. Anfang der 1980er Jahre leitete er die Stabsabteilung G3 (Operationen) beim VII. Korps in Stuttgart. Im Jahr 1984 wurde er zum United States Army Forces Command in Fort McPherson in Georgia versetzt, wo er ebenfalls deren Stabsabteilung G3 leitete.
Im August 1985 wurde er zum Stab der 24. Infanteriedivision versetzt, die inzwischen in Fort Stewart in Georgia stationiert war. Zwischen Juli 1987 und September 1988 hatte er den Oberbefehl über diese Division. Danach kommandierte er gleichzeitig das United States Army Infantry Center und die United States Army Infantry School in Fort Benning (dem heutigen Fort Moore). Im September 1991 wurde er ein weiteres Mal nach Deutschland versetzt und mit dem Kommando über das VII. Korps betraut. Das Korps war kurz zuvor noch im Zweiten Golfkrieg eingesetzt gewesen. Spigelmires Hauptaufgabe war die Rückführung des Korps in die Vereinigten Staaten und die dortige Auflösung der Einheit. Nach dem erfolgreichen Abschluss dieser Mission im April 1992 ging er wenig später in den Ruhestand. Er war der letzte kommandierende General des nun aufgelösten VII. Korps.
Nach seiner Pensionierung gehörte Spigelmire dem Komitee zur Organisation der Olympischen Sommerspiele 1996 in Atlanta an. Außerdem betrieb er in Destin in Florida eine Beraterfirma unter anderem für Verteidigungsangelegenheiten. Zudem engagiert er sich in zahlreichen Vereinigungen und Organisationen mit Bezug zum Militär.

## Orden und Auszeichnungen
Michael Spgelmire erhielt im Lauf seiner militärischen Laufbahn unter anderem folgende Auszeichnungen:
- Army Distinguished Service Medal
- Legion of Merit
- Bronze Star Medal
- Meritorious Service Medal
- Air Medal
- Army Commendation Medal
- Purple Heart